# Diaporthe actinidiae
Diaporthe actinidiae är en svampart som beskrevs av N.F. Sommer & Beraha 1975. Diaporthe actinidiae ingår i släktet Diaporthe och familjen Diaporthaceae.   Inga underarter finns listade i Catalogue of Life.